# Groupe PSA
Groupe PSA (sigla de «Peugeot Société Anonyme»), también conocida anteriormente como Groupe PSA Peugeot Citroën, fue un grupo fabricante de automóviles francés formado en torno a las marcas de automóviles Peugeot, Citroën, DS Automobiles, Opel y Vauxhall. Este grupo fue el segundo mayor fabricante de automóviles de Europa, con el 15,4% del mercado. En 2021 pasó a formar parte como unidad interna del conglomerado Stellantis, tras producirse la fusión de iguales entre PSA y el grupo ítalo-estadounidense Fiat Chrysler Automobiles.
El grupo cuenta con plantas de producción en Francia, Alemania, España, Eslovaquia, Inglaterra, Polonia, Austria, Hungría, Rusia, China, Argentina y Brasil.
El 31 de octubre de 2019, Groupe PSA anunció su intención de fusionarse con Fiat Chrysler Automobiles. La fusión se realizaría en una base de 50-50 de todas las acciones. El 18 de diciembre de 2019, FCA y PSA anunciaron que habían acordado los términos de una fusión vinculante de 50 mil millones de dólares, que a mediados de 2020 estaba pendiente de la aprobación por los reguladores de competencia europeos. El 16 de julio de 2020, ambas compañías desvelaron el nombre del nuevo grupo, el cual fue bautizado como Stellantis.

## Historia
La empresa Peugeot se fundó en 1965 para formar el holding del grupo automovilístico del mismo nombre al cual se transfiere la "Société des Automobiles Peugeot". En 1976 se lleva a cabo una integración con la también automovilística francesa Citroën denominándose "PSA Peugeot-Citroën". Estas dos marcas son las únicas que se quedaron en los activos de la empresa, teniendo en cuenta la anterior presencia de otras marcas ya desaparecidas de este grupo como la francesa Simca y la inglesa Talbot, que finalmente fueron absorbidas. El 5 de abril de 2016 la empresa "PSA Peugeot-Citroën" pasó a denominarse "Groupe PSA".
La marca DS Automobiles es una escisión de Citroën desde 2014 utilizando la línea de modelos "DS", que comercializa automóviles de alta gama y con carácter deportivo.  
El 6 de marzo de 2017 el Groupe PSA acuerda con el fabricante estadounidense General Motors adquirir su grupo europeo con la compra de sus marcas Opel y Vauxhall por 1.300 millones de euros, y 900 millones por GM Financial. Esta operación debió ser aprobada por organismos europeos. Al hacerse efectiva el 28 de agosto de 2017 el grupo se convierte en el segundo mayor fabricante de automóviles de Europa, por detrás de la alemana Volkswagen.
En octubre de 2019 el Groupe PSA inició un proceso de fusión con el fabricante italo-estadounidense Fiat Chrysler Automobiles, propietaria de las marcas Fiat, Fiat Professional, Alfa Romeo, Abarth y Lancia, y la marca de coches deportivos Maserati (pertenecientes todas ellas a FCA Italy), junto con Chrysler, Dodge, Jeep, Ram Trucks, SRT, Global Electric Motorcars y Mopar (pertenecientes a FCA US, antes denominado "Chrysler Group LLC"), y el 18 de diciembre de 2019 emitieron un comunicado para "un acuerdo de acercamiento vinculante con vistas a una fusión entre sus actividades, para crear el cuarto fabricante de automóviles mundial (...) en el que la realización de la fusión tendría que efectuarse en 12 a 15 meses", precisó su comunicado. John Elkann, actual presidente de FCA y heredero de la familia Agnelli, presidirá el nuevo consejo de administración, y el consejero delegado del Groupe PSA, Carlos Tavares, será el director general del nuevo grupo resultante.
Los gastos medios de retribución por empleado bajan un 6% en 2019en Francia, debido sobre todo a las nuevas medidas de flexibilización creadas por el Gobierno, como el "convenio colectivo" o los "acuerdos de rendimiento".

## Ventas
En 2006 PSA Peugeot-Citroën comercializó 3,36 millones de vehículos en todo el mundo, equivalente a una cuota de mercado del 5,2%. Siendo el tercer fabricante de automóviles en Europa, sigue creciendo fuera del Viejo Continente (especialmente en América Latina y en China), con 1.069.000 vehículos vendidos en el resto del mundo, lo que representa el 32% de sus ventas globales.
Ante la caída de ventas en 2011 debido a la Crisis económica de 2008-2012, PSA y Opel, desarrollarán y construirán vehículos de forma conjunta en Europa para ahorrar costes.

## Fábricas del Groupe PSA
A continuación se muestra la presencia del Groupe PSA en el mundo:
| Localización   | Ciudad                                 | Desde | Productos | Empleados |
| -------------- | -------------------------------------- | ----- | --- | --------- |
| Francia (21)   | Saint-Ouen                             | 1923  | Componentes | 3000      |
| Francia (21)   | Trémery                                | 1979  | Motores |           |
| Francia (21)   | Vesoul                                 |       | Centro de distribución |           |
| Francia (21)   | Hérimoncourt                           | 1912  | - Motores - Amortiguadores - Componentes                                                                                            |           |
| Francia (21)   | Sept-Fons                              |       | Componentes |           |
| Francia (21)   | Massif des Ardennes                    | 1974  | Componentes |           |
| Francia (21)   | Valenciennes                           | 1981  | Componentes |           |
| Francia (21)   | Caen                                   | 1963  | Componentes |           |
| Francia (21)   | Melun                                  |       | Componentes |           |
| Francia (21)   | Metz                                   |       | Componentes |           |
| Francia (21)   | Douvrin                                | 1969  | Motores |           |
| Francia (21)   | Mulhouse                               | 1962  | - Peugeot 206 - Peugeot 308 - Citroën C4 - Citroën DS4                                                                              | 10.400    |
| Francia (21)   | Poissy                                 | 1912  | - Peugeot 207 - Peugeot 208 - Citroën C3 - Citroën DS3                                                                              | 6.535     |
| Francia (21)   | Rennes                                 |       | - Peugeot 508 - Peugeot 407 - Citroën C5 - Citroën C6                                                                               | 6.900     |
| Francia (21)   | Sochaux                                |       | - Peugeot 308 - Peugeot 3008 - Peugeot 5008 - Citroën DS5                                                                           | 11.972    |
| Francia (21)   | Sevelnord                              | 1992  | - Peugeot 807 - Citroën C8 - Peugeot Expert - Citroën Jumpy                                                                         | 2.000     |
| Francia (21)   | Aulnay                                 |       | Citroën C3 |           |
| Francia (21)   | Beaulieu-Mandeure                      |       | Scooters |           |
| Francia (21)   | La Ferté-Vidame                        |       | Centro de pruebas |           |
| Francia (21)   | Vélizy                                 |       | Centro de I+D+I |           |
| Francia (21)   | Bessoncourt                            |       | Software |           |

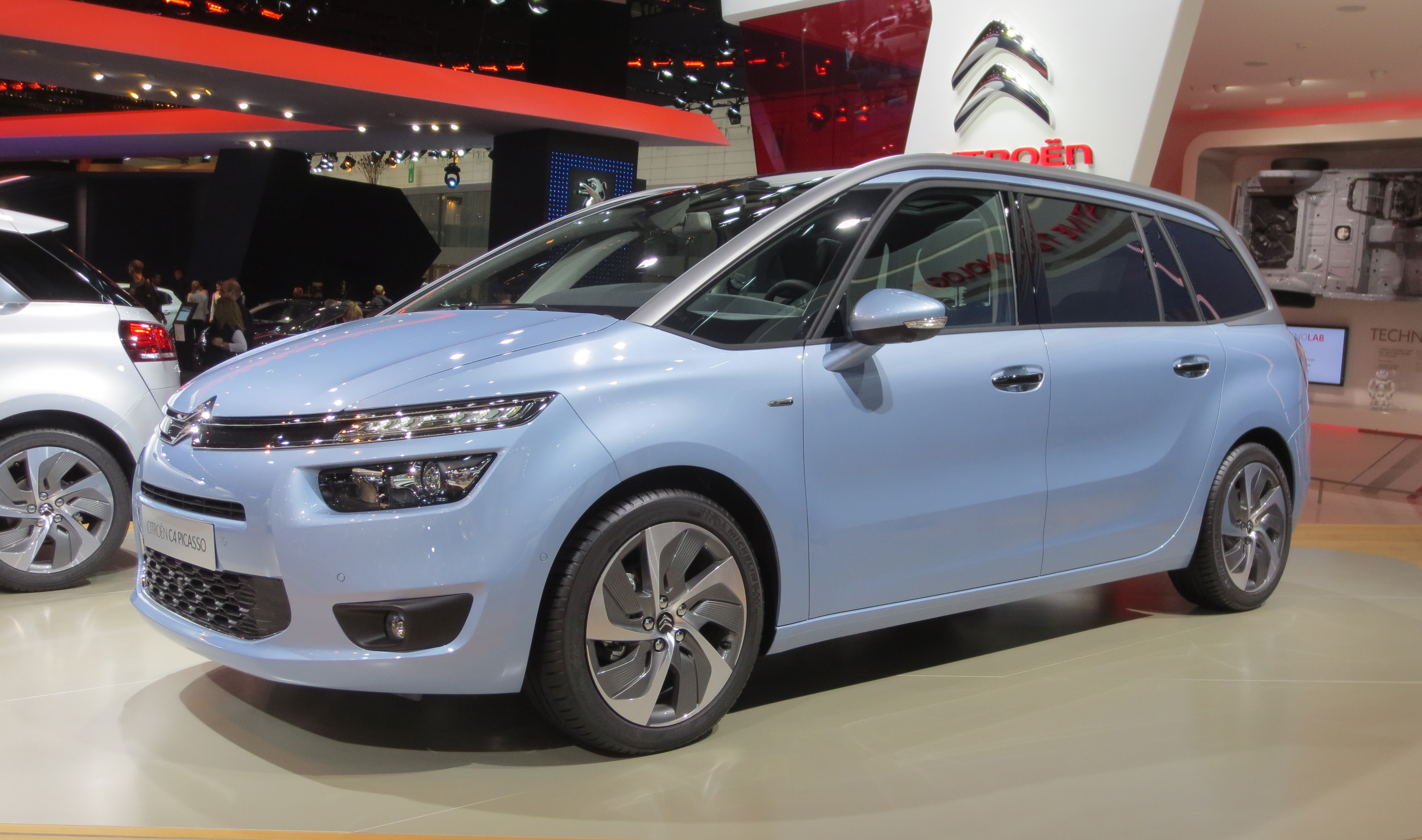
Citroën C4 Picasso

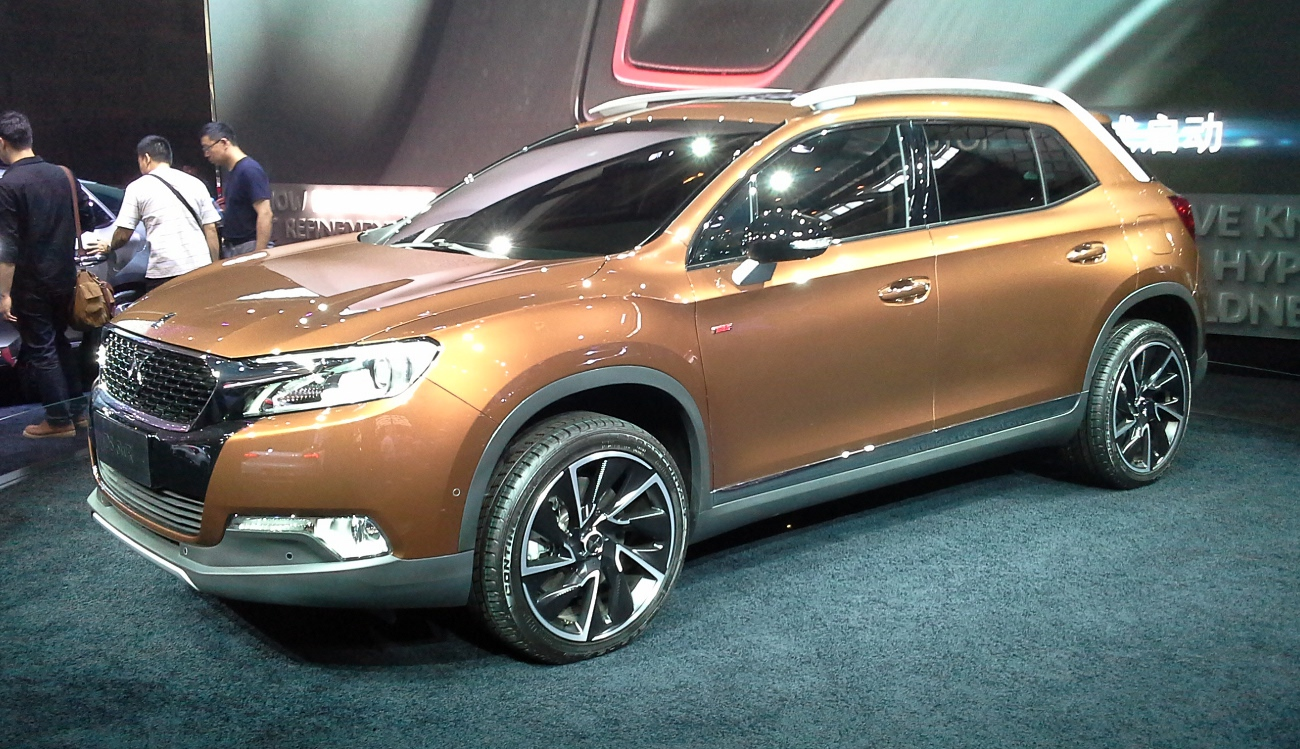
Citroën DS 6WR

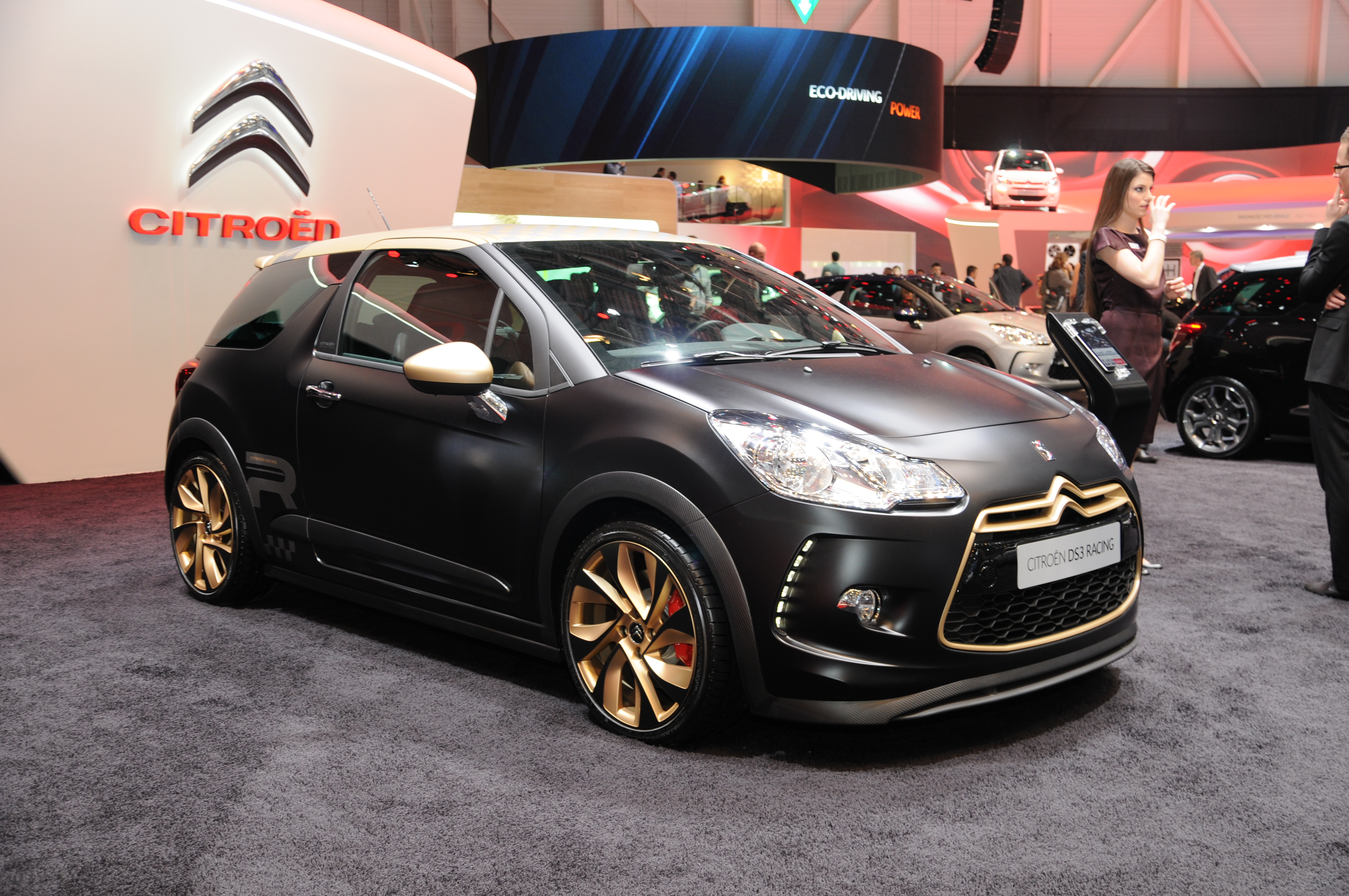
Citroën DS3

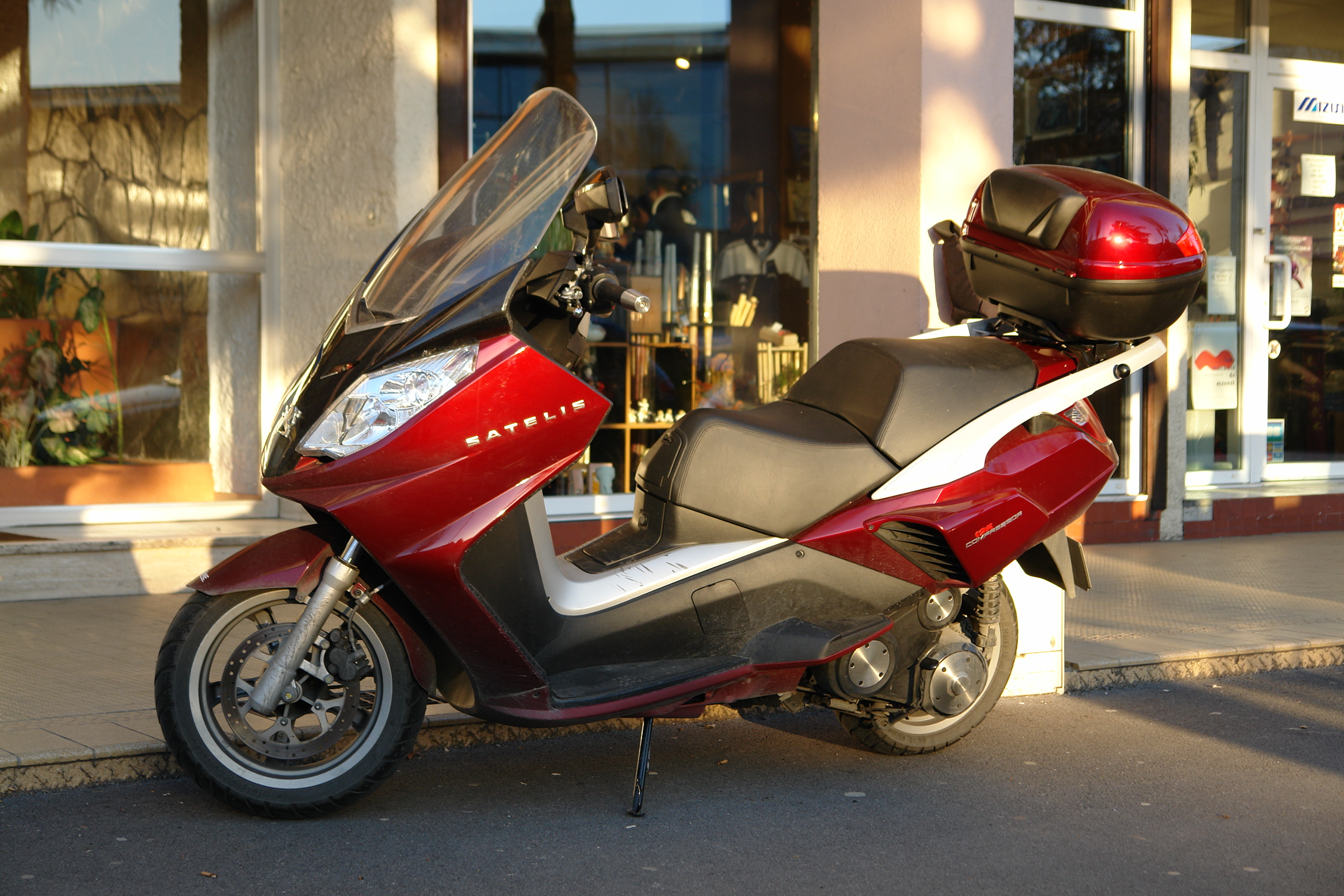
Peugeot Satelis

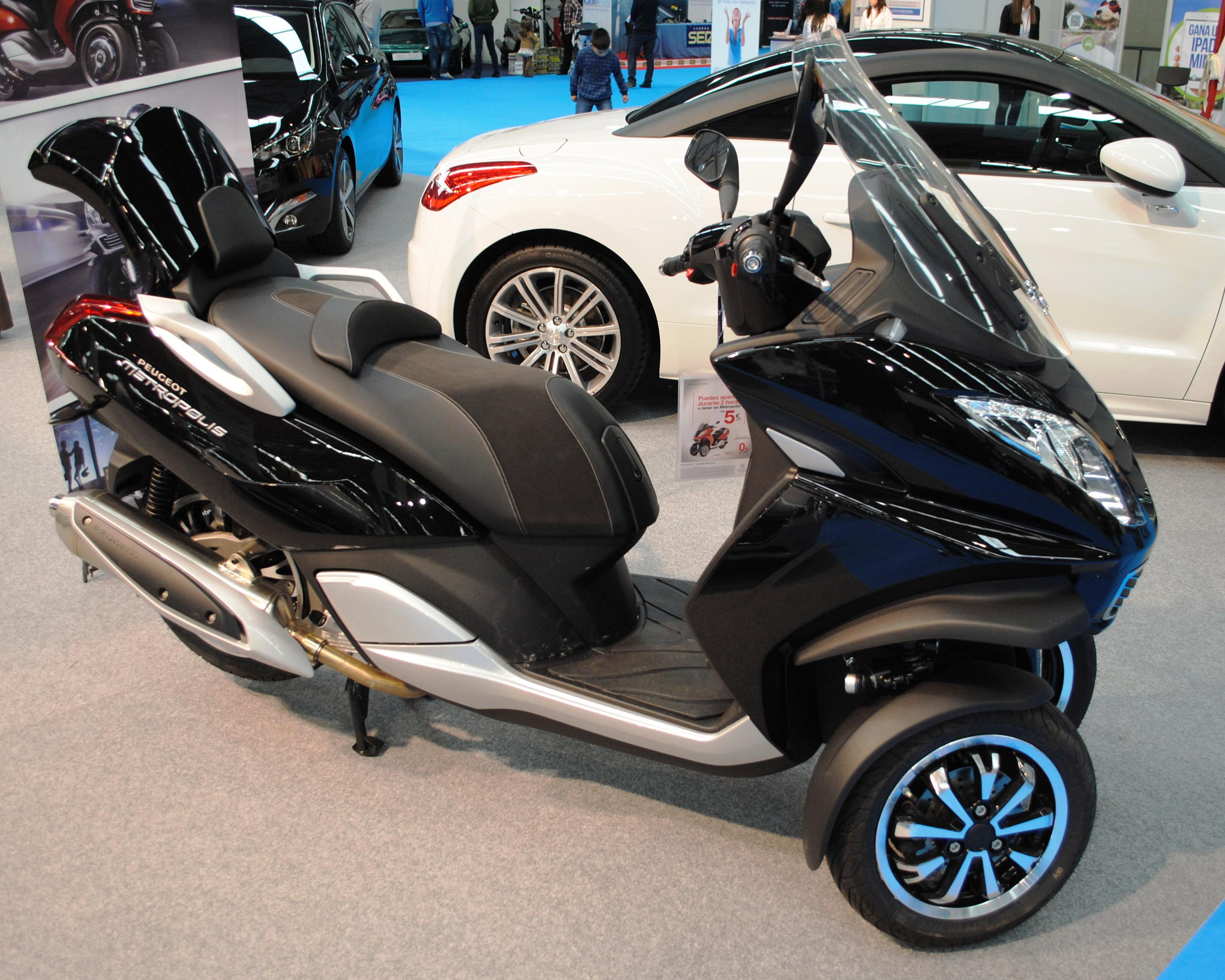
Peugeot Metropolis

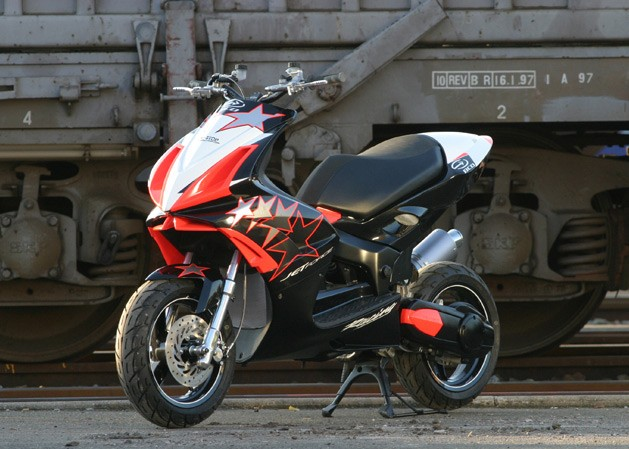
Peugeot Jetforce

| Alemania (3)   | Rüsselsheim                            | 1898  | - Sede de Opel - Opel Insignia (Sedan, Notchback y Sports Tourer) - Opel Astra (5-puertas) - Transmisiones (Opel)                   | 14.038    |
| Alemania (3)   | Kaiserslautern                         | 1966  | - Componentes - Motores: - Motor de cuatro cilindros turbo diésel (1,9 litros) - ECOTEC (1,9 a 2,2 litros)                          | 2.400     |
| Alemania (3)   | Eisenach                               | 1990  | - Opel Corsa (3-puertas) | 1.300     |
| España (3)     | Villaverde (Madrid)                    | 1964  | - Citroën C4 Cactus | 2.600     |
| España (3)     | Vigo                                   | 1958  | - Citroën C4 Picasso - Citroën Grand C4 Picasso - Citroën Berlingo / Peugeot Partner - Peugeot 301 / Citroën C-Elysée - Componentes | 7.646     |
| España (3)     | Figueruelas                            | 1982  | - Opel Corsa (5-puertas) - Opel Mokka - Opel Crossland X - Citroën C3 Aircross                                                      | 5.600     |
| Inglaterra (2) | Luton                                  | 1907  | - Sede de Vauxhall Motors - Opel Vivaro                                                                                             | 1.100     |
| Inglaterra (2) | Ellesmere Port                         | 1962  | - Opel Astra (5-puertas, Sports Tourer) - Astravan                                                                                  | 2.100     |
| Polonia (2)    | Gliwice                                | 1998  | - Opel Astra (5-puertas, GTC) | 3000      |
| Polonia (2)    | Tychy                                  | 1996  | - Motores diésel | 550       |
| Portugal       | Mangualde                              | 1962  | - Peugeot Partner - Citroën Berlingo                                                                                                | 1.200     |
| Eslovaquia     | Trnava                                 | 2006  | - Peugeot 207 - Citroën C3 Picasso                                                                                                  | 3000      |
| Austria        | Aspern                                 | 1982  | - Motores (1,0 Litros, 1,2 Litros, 1,4 Litros) - Transmisiones Easytronic, de cinco y seis velocidades                              | 1.600     |
| Hungría        | St. Gotthard                           | 1990  | - Motores - Transmisiones | 750       |
| Rusia          | Kaluga                                 | 2010  | - Peugeot 308 - Peugeot 4007 - Citroën C4 - Citroën C-Crosser                                                                       | 1.700     |
| Argentina (2)  | El Palomar (Provincia de Buenos Aires) | 1963  | - Peugeot 207 - Peugeot 208 - Peugeot 308 - Peugeot 408 - Peugeot Partner - Citroën C4 - Citroën Berlingo                           |           |
| Argentina (2)  | Jeppener                               | 1949  | Componentes |           |
| Brasil         | Porto Real                             |       | - Ensamblaje final - Componentes - Motores                                                                                          | 3.400     |
| China (4)      | Dongfeng                               | 1992  | Cajas de cambio | 8.000     |
| China (4)      | Pekín                                  | 2010  | Centro de I+D+I | 500       |
| China (4)      | Shanghái                               | 2010  | Centro de I+D+I | 500       |
| China (4)      | Xiangfan                               | 1995  | Motores | 8.000     |

## Joint ventures y colaboraciones

### Sevel S.p.A.
Sevel (Société Européenne de Véhicules Légers SA y Società Europea Veicoli Leggeri-Sevel S.p.A.) fue fundada en 1978 y es propiedad conjunta del Grupo PSA y Fiat. Como resultado de esta colaboración, se construyeron dos fábricas que ensamblan tres gamas de vehículos: Sevel Nord y Sevel Sud. Las operaciones de Peugeot y Fiat en Argentina también se unieron bajo el nombre de Sevel Argentina S.A. (Sociedad Europea de Vehículos para Latinoamérica), aunque Fiat se retiró de Sevel en 1995. Actualmente, Sevel fabrica los modelos Fiat Ducato, Peugeot Boxer y Citroën Jumper.

### Dongfeng Peugeot-Citroën Automobile
La empresa conjunta con la compañía china Dongfeng Motor Corporation (posteriormente Dongfeng Motor Group) se estableció en 1992 y produce los modelos Citroën C-Triomphe, 207, 307 y 408 en fábricas ubicadas en Wuhan y Xiangyang.

### Peugeot Citroën Mitsubishi Automotive Rus
La fábrica de Kaluga fue construida por la empresa conjunta rusa entre PSA Peugeot Citroën (70%) y Mitsubishi Motors (30%), establecida en 2011. En este sitio se producen los modelos Mitsubishi Outlander, Pajero Sport, Peugeot 308 y Citroën C4. Desde 2018, también se ensamblan los modelos Peugeot Expert y Citroën Jumpy.

### IKAP (Iran Khodro Automobiles Peugeot)
La empresa conjunta con Iran Khodro se estableció en 2016 y produce algunos modelos de Peugeot, además de importar otros modelos en formato CBU para el mercado iraní. IKAP es una empresa conjunta al 50% con Iran Khodro, con sede en Teherán.

### B-Parts
En 2020, PSA Aftermarket, la división de postventa del Grupo PSA, amplió sus operaciones en la economía circular mediante la adquisición de B-Parts, una plataforma especializada en la venta de piezas de automóviles usadas. Este movimiento se alineó con la estrategia "3R" del grupo: reparar, reutilizar y reconstruir, centrándose en soluciones sostenibles para el sector automotriz. Además, la adquisición buscaba apoyar el objetivo de PSA Aftermarket de triplicar sus ingresos provenientes de iniciativas de economía circular entre 2018 y 2023, en línea con sus metas de sostenibilidad.

## Otros intereses

Peugeot RCZ

Además de la actividad automotriz, el grupo también cuenta con:
- un fabricante de equipos, Faurecia, líder europeo y número 2 mundial en la mayoría de sus especializaciones (asientos, tubos de escape, paneles de control, etc.)
- Peugeot Citroën Moteurs (PCM) para la venta de motores y cajas de cambio a clientes exteriores al grupo
- y Process Conception Ingénierie (PCI) para el diseño y la realización de equipos industriales para el grupo entre otros constructores mundiales
- Sociedades de financiación reunidas por Banque PSA Finance
- Gefco, empresa de transporte y logística, segunda en su campo en Francia
- Peugeot Motocycles (scooters y ciclomotores de 50 a 500 cm³), tercer constructor europeo

## Vehículos eléctricos
PSA ha mostrado el PSA Velv, siendo la apuesta de vehículo eléctrico urbano con serias posibilidades de materializarse en un producto comercial ante el boom de microcoches eléctricos. Su comparación con el Renault Twizy es ineludible compartiendo concepto y objetivos, pero ofreciendo un mayor espacio interior y exterior y optando por un esquema que pretende semejar un triciclo empleando dos ruedas traseras solidarias a un eje con una distancia transversal entre ambas muy reducida. Su longitud es de 2,81 metros, arroja un peso de 700 kilogramos y puede transportar a un máximo de 3 pasajeros. La propulsión es eléctrica sobre el tren delantero ofreciendo una potencia nominal de 20 kW, con picos de 30 kW que permiten alcanzar una velocidad máxima de 110 km/h. Su acumulador es de Iones de Litio y ofrece capacidad para un total de 8,5 kWh, y con una carga completa se estima una autonomía máxima de 100 kilómetros.
El Groupe PSA y BMW desarrollan de forma conjunta componentes para vehículos híbridos y eléctricos para sus futuros modelos. Este acuerdo ha sido oficializado por ambas compañías, reforzando así el acuerdo que mantienen desde hace ya nueve años en diversos ámbitos de la automoción. El acuerdo se concretó en la fundación de bpce, una joint venture que también producirá los componentes en Mulhouse (Francia), mientras que el desarrolló de los mismos se llaverá a cabo en Múnich.

## Recompensas

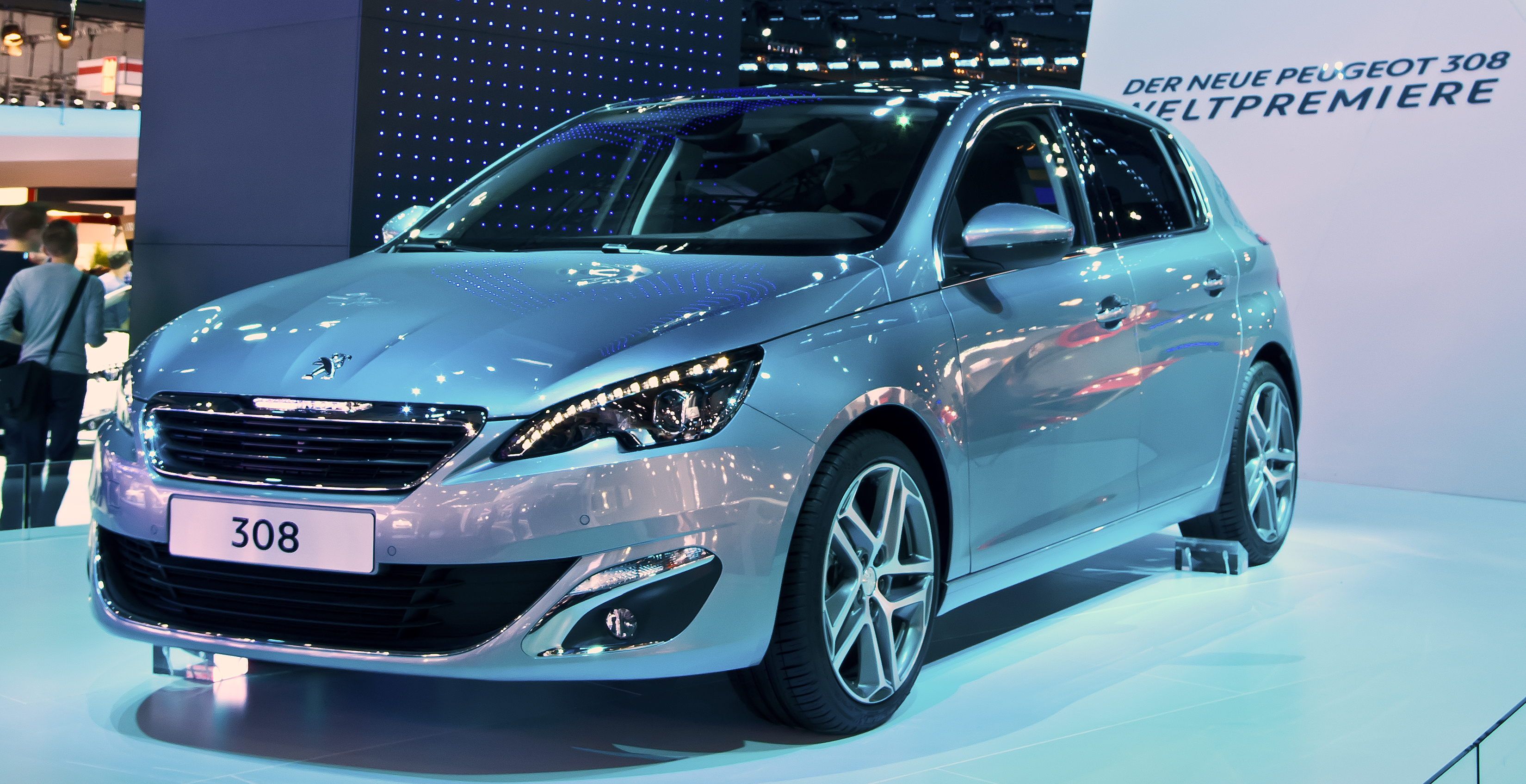
Peugeot 308 2013, Coche del Año en Europa, en España y en Italia.

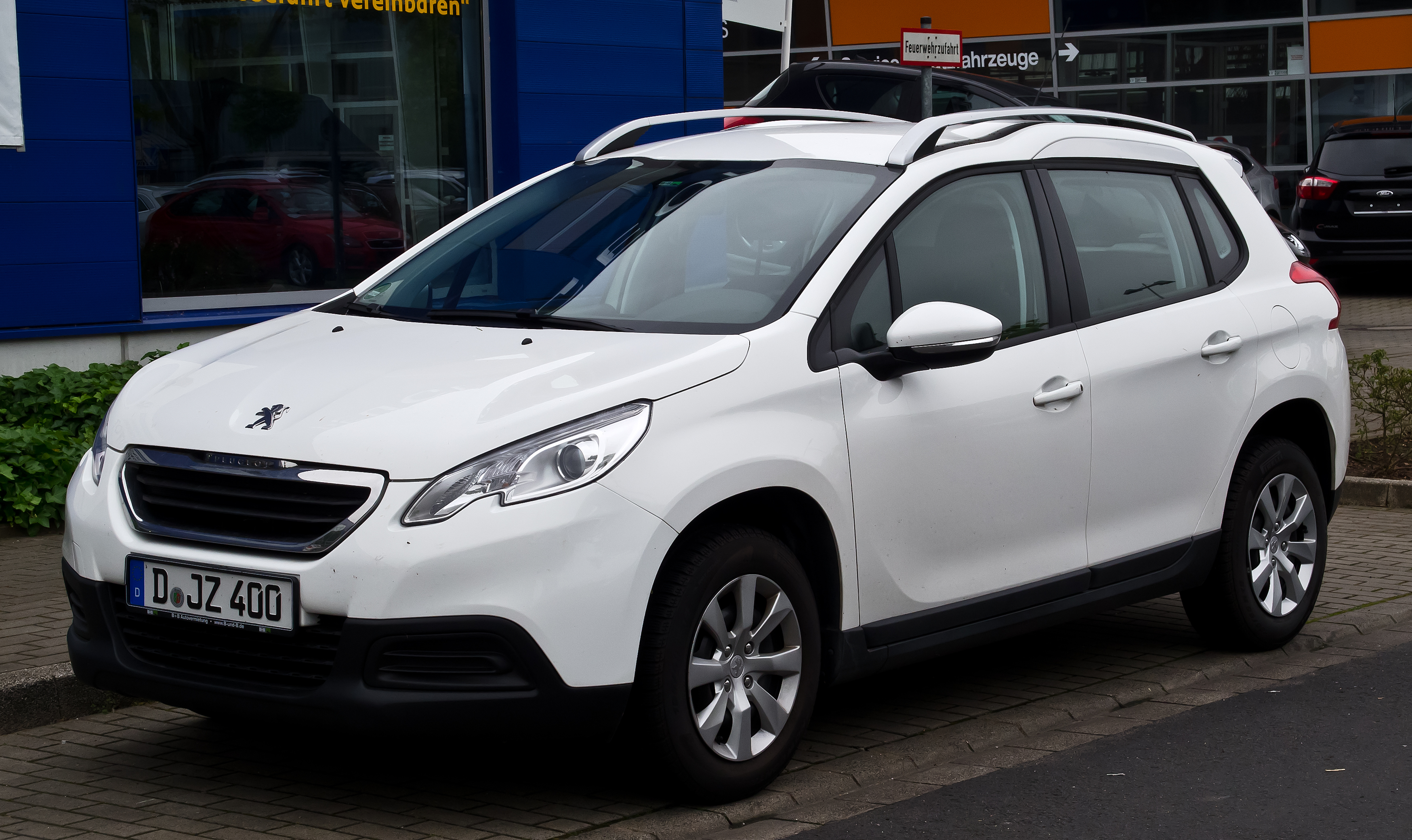
Peugeot 2008 2013, Coche del Año en España y en Italia.

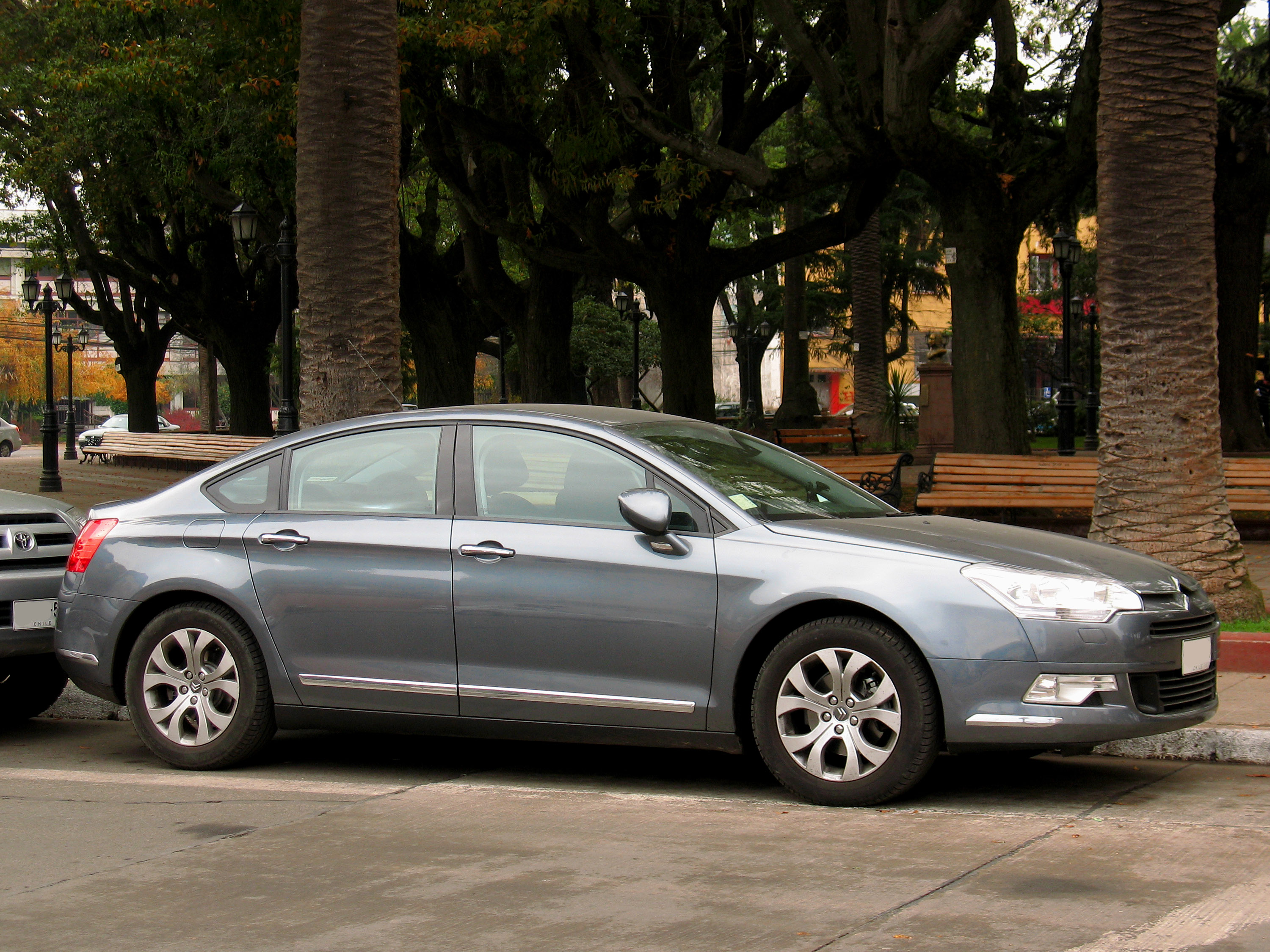
Citroën C5 2008, Coche del Año en España y en Irlanda.

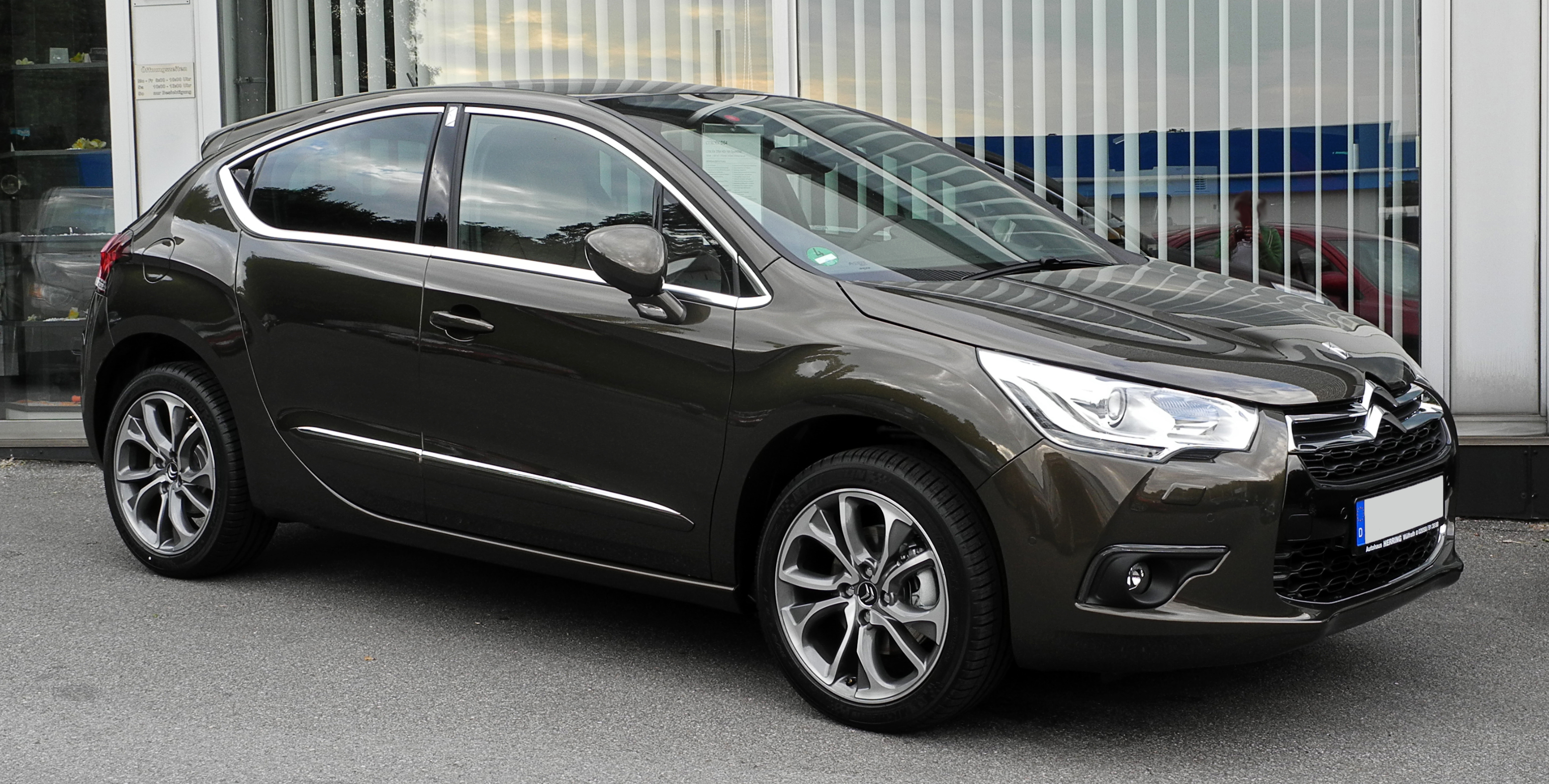
Citroën DS4 2011, Coche del Año en Italia.

### Coche del año en los Estados Unidos de América
- 1972 - Citroën SM Motor Trend Car of the Year

### Coche del Año en Europa
- 1969 – Peugeot 504
- 1971 – Citroën GS
- 1975 – Citroën CX
- 1988 – Peugeot 405
- 1990 – Citroën XM
- 2002 – Peugeot 307
- 2014 – Peugeot 308
- 2020 – Peugeot 208

Varios modelos también se clasifican segundo o tercero en la votación.
- 1971 – Citroën SM
- 1980 – Peugeot 505
- 1984 – Peugeot 205
- 1988 – Citroën AX
- 1992 – Citroën ZX
- 1994 – Citroën Xantia
- 1996 – Peugeot 406
- 1999 – Peugeot 206
- 2003 – Citroën C3
- 2005 – Citroën C4
- 2007 – Citroën C4 Picasso

### Coche del Año en España
Elección de un jurado compuesto por 35 periodistas especializados del motor.
- 1974 – Citroën GS
- 1977 – Citroën CX
- 1981 – Talbot Horizon
- 1984 – Citroën BX
- 1985 – Peugeot 205
- 1988 – Citroën AX
- 1992 – Citroën ZX
- 1994 – Citroën Xantia*
- 1999 – Peugeot 206
- 2002 – Peugeot 307
- 2003 – Citroën C3
- 2004 – Citroën C2
- 2005 – Peugeot 407
- 2006 – Peugeot 1007
- 2007 – Peugeot 207
- 2009 – Citroën C5
- 2012 – Peugeot 508
- 2013 – Peugeot 208
- 2014 - Peugeot 2008
- 2015 – Citroën C4 Cactus[26]

(*): El Renault Twingo fue elegido como ganador del trofeo en 1994

### Coche del Año en Italia 'Auto Europa'
- 1990 – Citroën XM
- 1992 – Citroën ZX
- 1994 – Citroën Xantia
- 2001 – Citroën Xsara Picasso
- 2002 – Citroën C5
- 2003 – Citroën C3
- 2005 – Citroën C4
- 2007 – Peugeot 207
- 2010 – Peugeot 3008
- 2012 – Citroën DS4
- 2013 – Peugeot 208
- 2014 – Peugeot 2008[27]
- 2015 – Peugeot 308[28]

### Coche del Año en Irlanda
- 1997 – Peugeot 406
- 1998 – Citroën Xsara
- 2009 – Citroën C5
- 2010 – Peugeot 3008
- 2014 – Citroën C4 Picasso